# Grisette

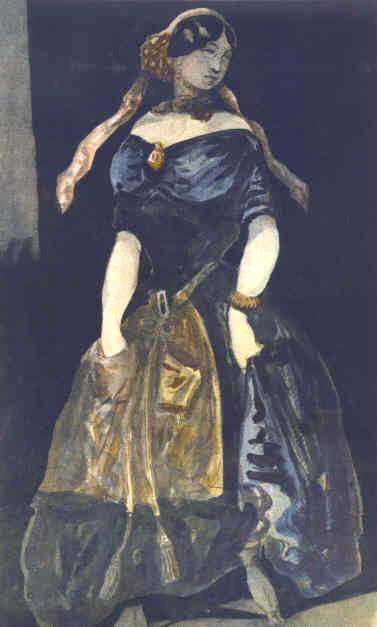
La Grisette de Constantin Guys.

La palabra grisette (a veces deletreada grizette) se refería a una mujer francesa de clase trabajadora desde finales del siglo XVII y se mantuvo en uso común hasta la Belle Époque, aunque con algunas modificaciones en su significado. Deriva de 'gris', en referencia a la tela gris barata de los vestidos que estas mujeres usaban originalmente. La edición de 1694 del Diccionario de la Academia Francesa describió a una grisette simplemente como "una mujer de condición humilde". Un siglo más tarde, L. S. Mercier cuenta en Tableau de Paris, 1783:
"Llamamos grisette a la joven que, sin tener nacimiento ni bienes, se ve obligada a trabajar para vivir, y no tiene otro sustento que el trabajo de sus manos. Son las ajustadoras de gorros, costureras, trabajadoras de la ropa, etc, quienes forman la parte más numerosa de esta clase. Todas estas muchachas de las clases bajas, acostumbradas desde la niñez al trabajo asiduo del que deben sacar la subsistencia, se separan a la edad de dieciocho años de sus padres pobres, toman su propia habitación y viven allí como les place: un privilegio del que carece la hija del burgués ligeramente acomodado; ella tiene que estar decentemente en casa con la madre imperiosa, la tía devota, la abuela que cuenta las costumbres de su tiempo y el tío anciano que canta."

Para la edición de 1835 del diccionario de la Academia, su estatus había variado un poco. Entonces fue descrita como:
una joven trabajadora coqueta y flirteadora.
Este uso se puede ver en uno de los primeros poemas de Oliver Wendell Holmes "Our Yankee Girls" (1830):
la alegre grisette, cuyos dedos tocan tan bien las mil cuerdas del amor. . . .
En la práctica, "mujer joven trabajadora" se refería principalmente a las empleadas en los oficios de la confección y la sombrerería como encajeras, costureras o dependientas, las pocas ocupaciones abiertas para ellas en la Francia urbana del siglo XIX, además del servicio doméstico. Sin embargo, las sirvientas no eran grisettes, estas no se encontraban en el ámbito femenino del hogar, si no en las calles y tiendas, donde se valoraba su frescura juvenil, especialmente cuando "se mira más a la vendedora que a la mercadería". Las connotaciones sexuales que habían acompañado durante mucho tiempo a la palabra se hacen explícitas en el Tercer Nuevo Diccionario Internacional de Webster (1976), que enumera uno de sus significados como mujer joven que combina la prostitución a tiempo parcial con otra ocupación. Webster cita un ejemplo de la biografía de Walt Whitman de 1943 de Henry Seidel Canby :
y muchos años después [Whitman] todavía hablaba con Traubel del encanto de las grisettes oscuras que vendían amor además de flores en las calles de Nueva Orleans.

## La grisette delsigloXVIII

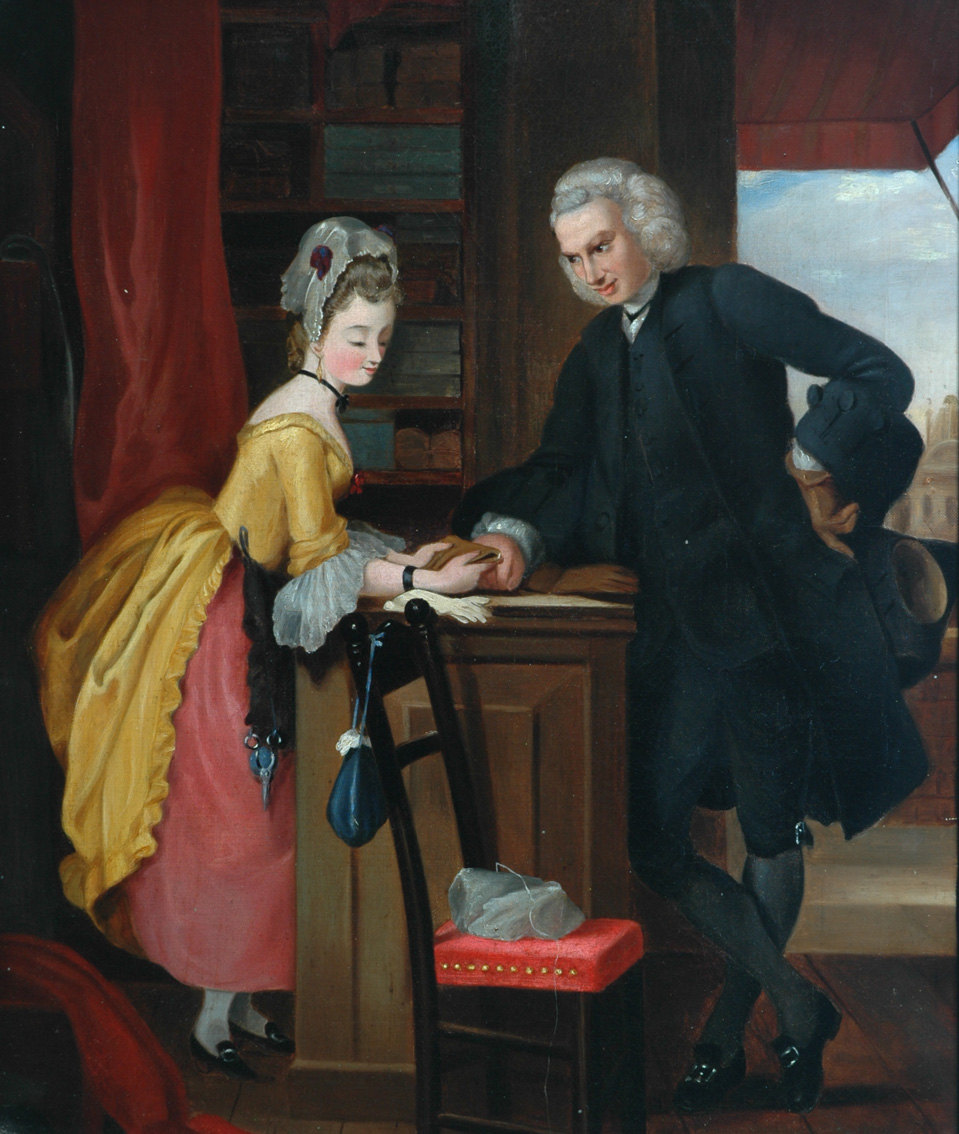
Yorick y la grisette de Gilbert Stuart Newton, ilustración de Viaje sentimental por Francia e Italia de Laurence Sterne.

En 1730, Jonathan Swift ya usaba "grisette" en inglés para significar cualidades tanto de coquetería como de aspiración intelectual. (Véase La grisette en la poesía a continuación). La grisette también aparece en la novela de 1768 de Laurence Sterne Viaje sentimental por Francia e Italia. En el capítulo II de la novela, el Reverendo Sr. Yorick (el narrador y alter ego de Sterne) relata sus obsesiones con las grisettes parisinas, y en especial con una particularmente hermosa que trabajaba en una guantería de París:
La hermosa grisette miraba a veces los guantes, luego de lado a la ventana, luego a los guantes y luego a mí. No estaba dispuesta a romper el silencio. Seguí su ejemplo: entonces, miré los guantes, luego la ventana, luego los guantes, luego la miré a ella, y así alternativamente. Descubrí que perdí considerablemente en cada ataque: ella tenía ojos oscuros rápidos y disparó a través de pestañas tan largas y sedosas con tal penetración que me miró en el corazón y las riendas. Puede parecer extraño, pero en realidad podía sentir que lo hizo.
Una de las grisettes más famosas del siglo XVIII fue Madame du Barry (1743-1793). Sin embargo, pronto se elevó mucho más allá de su estatus social inicial. Hija ilegítima de una costurera, se había mudado a París a los 15 años, donde, bajo el nombre de Jeanne Rancon, trabajó primero como ayudante de una joven peluquera con la que tuvo una aventura y luego como ayudante de sombrerería en una tienda llamada A La Toilette. En 1763, su belleza llamó la atención de Jean du Barry, un proxeneta de moda y propietario de un casino. Él la convirtió en su amante y ayudó a establecer su carrera como cortesana en los círculos más altos de la sociedad parisina, donde tomó a varios hombres ricos como sus "benefactores", incluido el duque de Richelieu. Al casarse con el hermano de du Barry, se convirtió en Marie-Jeanne, condesa du Barry, y en abril de 1769 se convirtió en la amante oficial (maîtresse declarée o maîtresse en titre) del rey Luis XV de Francia.

## En la bohemia parisina delsigloXIX
En el primer cuarto del siglo XIX, grisette también pasó a referirse más específicamente a las mujeres jóvenes solteras, a menudo trabajando como dependientas, costureras o asistentes de sombrerería, que frecuentaban los lugares bohemios artísticos y culturales de París. Formaron relaciones con artistas y poetas más comprometidas que la prostitución pero menos que una amante. Muchas grisettes trabajaron como modelos de artistas, a menudo brindando sus favores a los artistas además de posar para ellos. Durante la época del rey Luis Felipe, llegaron a dominar la escena del modelaje bohemio. Aunque se percibía a las modelos grisette como aventureras, independientes y que vivían solo al momento, buscaban no solo apoyo económico sino también apoyo emocional y artístico en sus relaciones con hombres bohemios. Jenny, cuya historia relata Jules Janin en su ensayo "La Grisette", es una grisette prototípica en este sentido, eligiendo inicialmente modelar solo para artistas a los que considera genios y rechazando ofertas más lucrativas para convertirse en amante de burgueses o incluso aristocráticos caballeros. Janin consideraba a las grisettes una parte integral de la escena artística bohemia, pero veía sus costumbres sexuales de manera un tanto negativa y sugiere que su independencia era solo superficial:
El arte es la gran excusa para todas las acciones que van más allá de lo vulgar. Es el arte que lo purifica todo, hasta la sumisión del cuerpo de una pobre joven.
La grisette como parte de la subcultura bohemia fue un personaje frecuente en la ficción francesa de la época, a menudo mostrando una personalidad heredada de la sirvienta cómica. Está personificada como Rigolette en Los misterios de París de Eugène Sue, como Fantine en Los miserables de Victor Hugo y Marthe en Horacio de George Sand, así como en la protagonista de Mademoiselle Mimi Pinson: Profil de grisette de Alfred de Musset. Ejemplos notables en la ficción británica y estadounidense son Trilby en la novela homónima de George du Maurier de 1894 y Marie en el cuento de Edgar Allan Poe El misterio de Marie Rogêt. Trilby se basó en gran medida en las experiencias de du Maurier como estudiante en la bohemia parisina durante la década de 1850. La historia de Poe de 1842 se basó en el asesinato sin resolver de la dependienta Mary Cecilia Rogers cerca de la ciudad de Nueva York. Poe tradujo el escenario a París y Mary Rogers a una joven grisette, Marie Roget. Subtitulada "A Sequel to The Murders in the Rue Morgue", fue la primera novela policiaca en intentar la solución de un crimen real. Posiblemente, la grisette más perdurable de todas es Mimi en la novela de Henri Murger (y la obra teatral posterior) Scènes de la vie de Bohème, la fuente de la famosa ópera La bohème de Giacomo Puccini.

## En la ópera, el teatro musical y la canción
Como personajes principales

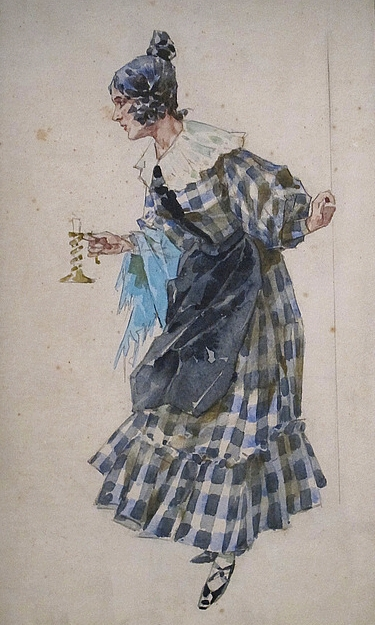
Traje de Mimì para La bohème (Acto I) diseñado por Hohenstein.

- Mimi Pinson, 1882: musical de Gustave Michiels, Maurice Ordonneau, Arthur Verneuil, adaptado del cuento de Musset, "Mademoiselle Mimi Pinson: Profil de grisette".
- Mimì y Musetta en La bohème, 1896: ópera de Giacomo Puccini, adaptada de la novela de Murger Scènes de la vie de Bohème.
- Mimì y Musette en La bohème, 1897: ópera de Ruggero Leoncavallo, también adaptada de Scènes de la vie de Bohème de Murger. Una versión revisada de esta ópera, que le dio un papel mucho más importante a Mimì, se estrenó en 1913 con el título Mimì Pinson.[10]
- The Gay Grisette, 1898: musical de Carl Kiefert y George Dance . Cartel para el estreno mundial de Louise.

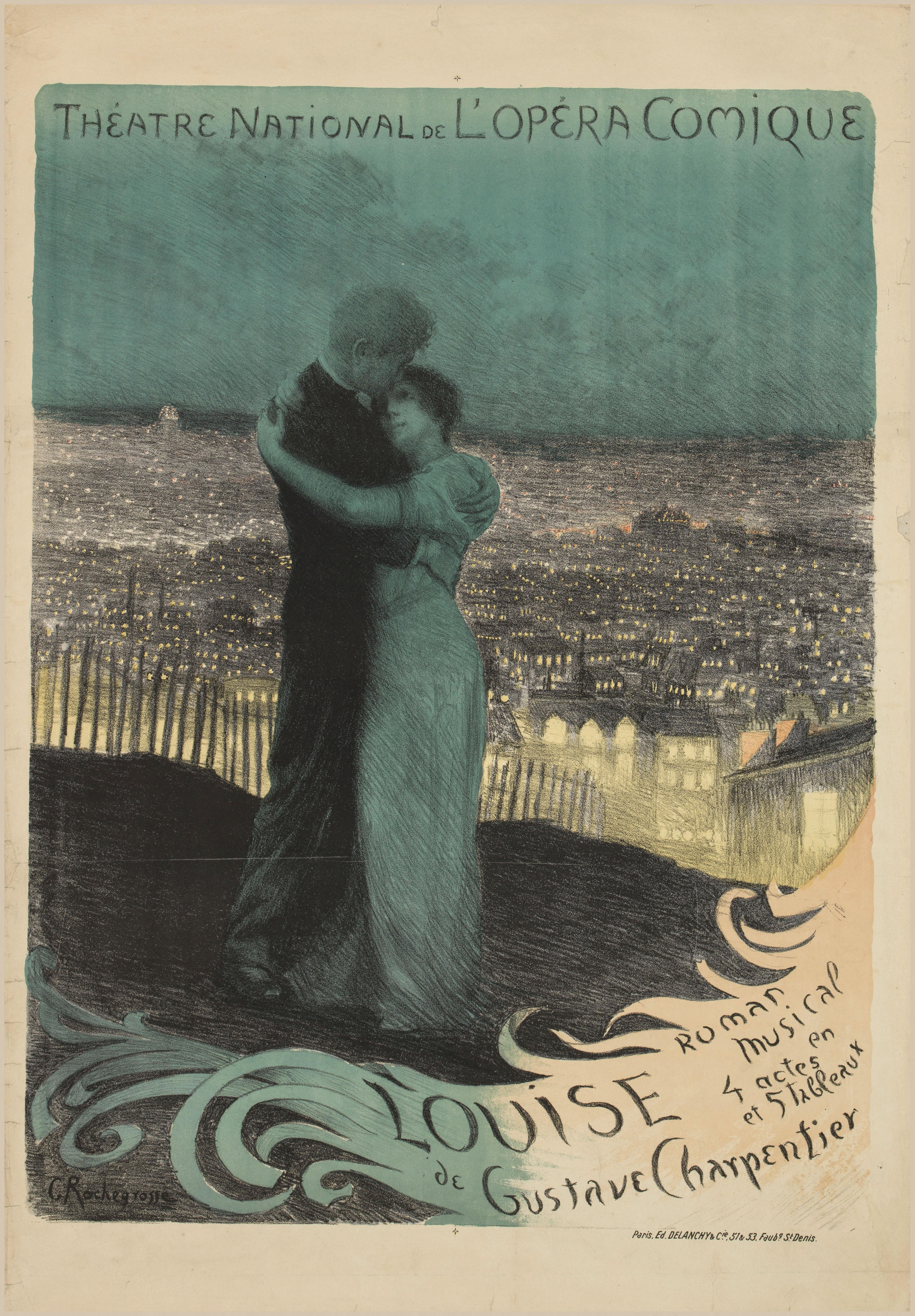
Cartel para el estreno mundial de Louise.

- Louise en Louise, 1900: ópera de Gustave Charpentier.
- Magda en La rondine, 1917: ópera de Giacomo Puccini.
- Ninon en La violeta de Montmartre, 1930: opereta de Imre Kálmán.
- Fantine en Los Miserables, 1980 (versión en inglés, 1985): musical de Claude-Michel Schönberg y Alain Boublil, adaptado de la novela Los Miserables de Victor Hugo.

En papeles menores
- Yvonne, Yvette y Céleste en The Spring Chicken, 1897: musical adaptado por George Grossmith Jr. de Coquin de Printemps de Jaime y Duval.
- Lolo, Dodo, Jou-Jou, Frou-Frou, Clo-Clo y Margot (grisettes que bailan can-can) en La viuda alegre, 1905: opereta de Franz Lehár; y 1975: adaptación de ballet con música de Lehar.
- Georgette, Gabriella y Lolette en La rondine, 1917: ópera de Giacomo Puccini.

en canciones
- "Mimi Pinson", 1846: una ambientación musical de Frédéric Bérat del poema de Musset en "Mademoiselle Mimi Pinson: Profil de grisette", y una ambientación posterior, menos conocida, de Gabriel Pierné.
- "Señora Yvonne", 1933: tango, música de Eduardo Pereyra, letra de Enrique Cadicamo.
- "Griseta", 1924: tango, música de Enrique Delfino, letra de José González Castillo.
- "Mimí Pinsón", 1947: tango, música de Aquiles Roggero, letra de José Rotulo.

## En el arte
Las grisettes aparecieron en muchas caricaturas del París bohemio, sobre todo en las de Daumier y Gavarni, así como en ilustraciones de novelas sobre ellas, como los grabados del propio Georges du Maurier para su novela Trilby de 1894. El artista y corresponsal de guerra, Constantin Guys, las retrató con frecuencia en sus bocetos de la vida parisina durante el Segundo Imperio francés. Una grisette también se convirtió en el tema de una de las primeras acuarelas de Edward Hopper, pintada en París en 1906. La representación de Hopper, como varias de las de Guys, muestra a la grisette con un delantal tradicional de costurera. Sin embargo, sus faldas ligeramente levantadas (particularmente en los bocetos de Guys) y poses provocativas también aluden a la asociación de las grisettes con la prostitución.
El deslumbrante retrato de James McNeill Whistler de 1858 de Fumette, su amante en ese momento, refleja no solo su aversión al sentimentalismo en la pintura, sino también el carácter de la propia Fumette, que era una grisette bastante inusual. Aunque Whistler la había apodado 'Fumette' a imitación de 'Musette', un personaje de Scènes de la vie de Bohème, su verdadero nombre era Eloise. Asistente de sombrerería, modelo de artistas y recitadora de poesía, era conocida en todo el Barrio Latino como "la tigresa" (la tigresse) por su voz furiosa y temperamento peligroso. Su ménage en la Rue Saint Sulpice duró dos años y fue tormentoso. Un día, en un ataque de ira, rompió varios dibujos de Whistler.

## En poesía

Jonathan Swift cuando era estudiante en el Trinity College de Dublín.

### Jonathan Swift
"To Betty, the Grisette" de Jonathan Swift ofrece un retrato bastante amargo de la grisette y sus pretensiones intelectuales. La "grisette" de Swift (o "grizette" como se escribe en las primeras ediciones de su obra) es irlandesa, no francesa, y demuestra que el uso genérico del término en inglés para indicar una mujer de moral relajada ya existía en 1730. Se presume que Betty es una prostituta con la que Swift se había asociado en Dublín.

### Oliver Wendell Holmes Sr.

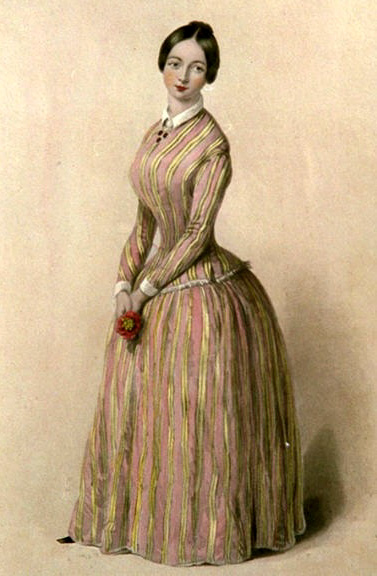
Representación idealizada de una grisette del por Robert Richard Scanlan.

La diatriba de Swift contrasta considerablemente con la elegíaca La Grisette, de Oliver Wendell Holmes un siglo después. Escrito en 1836, poco tiempo después de haber regresado a Boston de sus estudios de medicina en París, expresa no sólo la nostalgia por la joven que había sido su amante, sino también por el propio París y todo lo que representaba. Era una nostalgia compartida por muchos de sus contemporáneos estadounidenses que habían estudiado allí. La descripción de Holmes de Clemence refleja una percepción frecuente del siglo XIX de la grisette como compañera sentimental atenta y modesta para los artistas hambrientos y los estudiantes románticos de la bohemia, que compartían con ellas juventud, disponibilidad sexual y la lejanía de la familia que podía controlarlos. Pero el estudiante se acababa casando en su entorno y empezará a ejercitar su arte: su amor por la grisette era temporal. Su temprana muerte, a la que se alude en el poema, no fue inusual. Muchas grisettes murieron de tuberculosis tanto en la vida real como en sus representaciones ficticias, por ejemplo Mimi en Scènes de la vie de Bohème y Fantine en Les Misérables.

## Las opiniones de Mark Twain
" The Over-estimated Grisette " (extracto del Capítulo XV de Mark Twain en Innocents Abroad de 1869):

Ay, las grisettes! casi lo había olvidado. Son otro fraude romántico. Eran (si dejas que los libros de viajes lo cuenten) siempre tan hermosas, tan pulcras y elegantes, tan ingenuas y confiadas, tan amables, tan seductoras, tan fieles a sus deberes en la tienda, tan irresistibles para los compradores en su parloteo. Tan devotas de sus estudiantes azotados por la pobreza del Barrio Latino, tan alegres y felices en sus picnics dominicales en los suburbios, y ¡oh, tan encantadoramente, tan deliciosamente inmorales!

Cosas! Durante tres o cuatro días estuve constantemente diciendo:
"Rápido, Ferguson! Es eso una grisette?"
Y él siempre decía, "No."
Comprendió por fin que yo quería ver una grisette. Luego me mostró docenas de ellas. Eran como casi todas las mujeres francesas que he visto: feas. Tenían manos grandes, pies grandes, bocas grandes; tenían narices respingonas por lo general, y bigotes que ni siquiera la buena educación podía pasar por alto; se peinaban con el cabello hacia atrás sin raya; estaban mal formadas, no ganaban, no tenían gracia; Supe por sus miradas que comían ajo y cebolla; por último, a mi juicio, sería una vil adulación llamarlas inmorales.

Alrededor de ti, moza! Siento pena por el estudiante vagabundo del Barrio Latino ahora, incluso más de lo que antes lo envidiaba. Así derriba a tierra otro ídolo de mi infancia.